# 水城站 (日本)

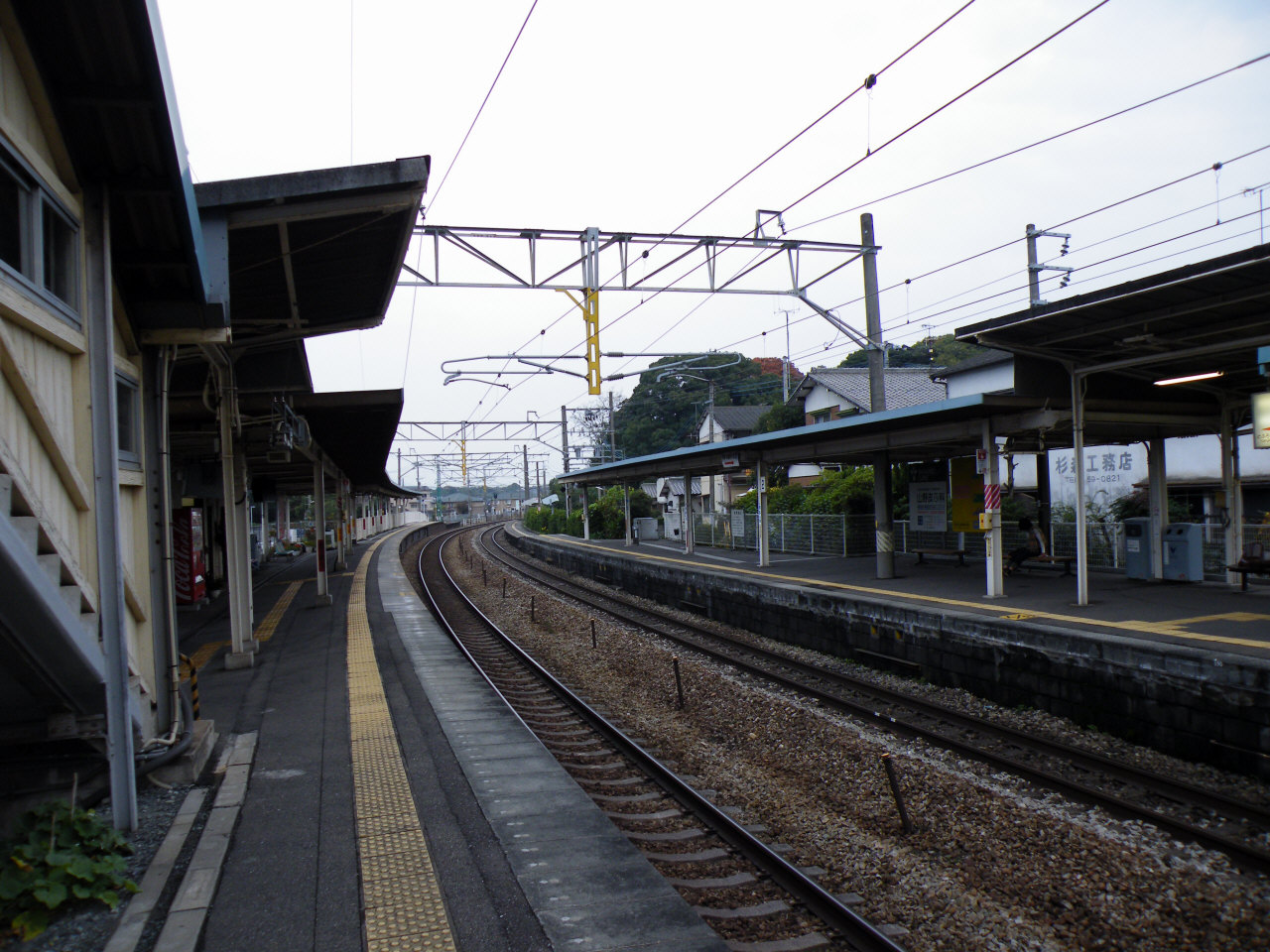
下行月台

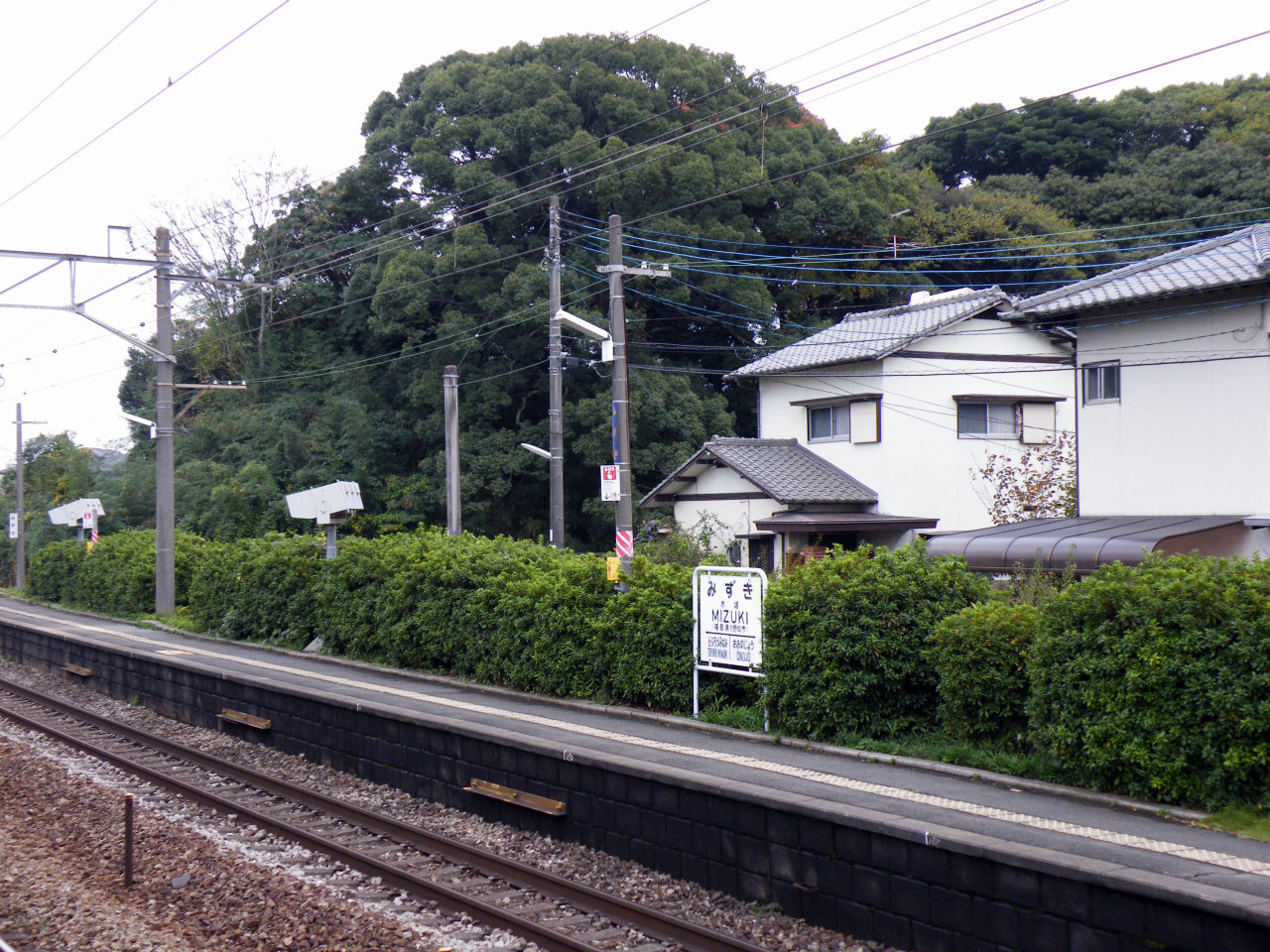
上行月台。後方為水城遺址

水城站（日语：／ Mizuki eki */?）是位於福岡縣大野城市下大利三丁目，九州旅客鐵道（JR九州）的鹿兒島本線車站。車站編號為JB06。

## 歷史
- 1913年（大正2年）9月21日 - 鐵道院開設此站。
- 1987年（昭和62年）4月1日 - 伴隨國鐵分割民營化，車站由九州旅客鐵道（JR九州）營運[1][2]。
- 2009年（平成21年）3月1日 - 此站可以使用IC卡「SUGOCA」[3]。
- 2016年（平成28年）4月1日 - 夜間成為無人車站。於自動閘機附近設置車費箱。
- 2022年3月12日：停用綠色窗口，改為使用指定席劵發售機[4]。

## 站名的由來
啟用當初車站位於（筑紫郡大宰府町字水城）而得名。
原本該地段是位於御笠郡水城村，在古代設有國防設施水城。

## 車站構造
車站是一座設有跨站式站房的地面車站，設有2面2線的相對式月台。兩月台之間設有跨線橋連接。車站大樓位於站內東邊，鄰接下行（鳥栖方向）月台。由於月台建設在彎位上，因此設有讓列車長使用的閉路電視熒幕，以便觀看乘客上下車情況。
此站是由JR九州服務支援管理的業務委託車站，設有指定席劵發售機，不過因為精簡人手，2022年3月12日起停用綠色窗口，改為全面使用指定席劵發售機。

### 月台
| 月台 | 路線       | 上下行 | 方向             |
| ---- | ---------- | ------ | ---------------- |
| 1    | 鹿兒島本線 | 下行   | 二日市、鳥栖方向 |
| 2    | 鹿兒島本線 | 上行   | 博多、小倉方向   |

## 使用狀況
在2018年（平成30年）度，1日平均乘車人次為2,077人，在JR車站上排第90。
以下為近年1日平均乘車人次列表：
| 年度               | 1日平均 乘車人次 |
| ------------------ | ---------------- |
| 2016年（平成28年） | 2,005            |
| 2017年（平成29年） | 2,082            |
| 2018年（平成30年） | 2,077            |

## 車站周邊
車站位於大野城市中央。離開車站以南200米便進入太宰府市。車站周邊為住宅區，此站外沒有巴士站，由於車站周邊沒有幹線道路。距離車站600米外設有西鐵下大利站。
- 水城遺址（特別史跡）
- 南福岡駕駛學校（日语：南福岡自動車学校）
- 西鐵天神大牟田線 下大利站
- AEON下大利店（日语：イオン下大利店）
- 三浦鏝繪美術館

## 相鄰車站
九州旅客鐵道
鹿兒島本線
■快速、■區間快速
通過
■區間快速（只有部分列車停站）、■普通
大野城（JB05）－水城（JB06）－（太宰府號誌站）－都府樓南（JB07）

## 注腳
1. ↑  『交通年鑑 昭和63年版』 交通協力會，1988年3月。
2. ↑  今村都南雄 『民営化の效果と現実NTTとJR』 中央法規出版，1997年8月。ISBN 978-4805840863
3. ↑  . 交通新聞 (交通新聞社). 2009-03-03: 1.
4. 1 2   (PDF). 九州旅客鉄道株式会社.   [2021-12-23]. （原始内容存档 (PDF)于2022-01-27） （日语）.
5. ↑  . 日本經濟新聞 電子版.   [2020-04-01]. （原始内容存档于2020-04-19） （日语）.
6. ↑   (PDF). 九州旅客鐵道.   [2018-07-13]. （原始内容存档 (PDF)于2019-12-06）.

## 外部連結
- 水城（車站資訊） - 九州旅客鐵道